# Vera Tietjens-Schuurman
Vera Tietjens-Schuurman (Haarlem, 13 maart 1936) is een Nederlands journalist en smalfilmer.
Vera Emma Gertrude Schuurman is dochter van componist en dirigent Frits Schuurman en schrijfster Elisabeth de Meijier. In december 1956 trouwde ze met Eduard Willem Tietjens, werkzaam bij Koninklijke Philips.
Het echtpaar maakte talloze smalfilmpjes van hun leven met name in en om Drachten en Rottevalle. Bovendien spanden ze zich in voor het behoud van het Filmmuseum in Sloten over en met aan filmer Peter Bonnet. Ed werd enigszins bekend vanwege zijn experimentele film De klonten (Twee klonten klei die gekneed worden tot figuurtjes). In 1968 kreeg Vera van de Nederlandse Organisatie van Amateursmalfilmsclubs NOVA een eervolle vermelding voor haar film OO, die BB. In 1969 volgde Wij over jeugd uit Leeuwarden. Vera maakte voorts een film over de Provinciale Staten van Friesland waarbij ze zelf zorgde voor scenario, gesprekken en regie (Provinciaal Bestuur, wat is het?). Verder publiceerde ze over de Laterna magica (toverlantaarn), nadat ze portofolio van Peter Bonnet met 50 kilometer films, oude toestellen en meer dan 10.000 toverlantaarnplaatjes had bekeken. In de jaren zeventig organiseerden ze in Lawei Drachten een klein filmfestival onder de titel Experimation (samentrekking experiment en animatie).
In 1987 werd Philips Drachten opgeheven en het gezin trok naar Eindhoven, alwaar ze bleven filmen. Toen haar man overleed zag ze er geen heil in het werk voort te zetten; filmen was iets van hun beiden.
In 1983 kregen ze net als pianist Willem Noske de prijs vernoemd naar de Haarlemse amateurfilmer Hendrik Casper Hogenbijl. De prijs bestond uit een beeldje van Kees Verkade en 25.000 gulden. Het echtpaar schrok van het geldbedrag.